# Lijst van studentenverenigingen in Amsterdam
Onderstaande is een (niet volledige) lijst van studentenverenigingen in Amsterdam.
| Vereniging | Oprichtingsdatum      | Status                          | Doelgroep/Instituut | Koepelorganisatie/Netwerk                                                                                       | Ledental  | Afbeelding |
| --- | --------------------- | ------------------------------- | --- | --- | --------- | ---------- |
| A.S.C./A.V.S.V. | 15 mei 1851 1903 1971 | Actief                          | Universitaire en H.B.O.-studenten | Algemene Senaten Vergadering Amsterdamse Kamer van Verenigingen Landelijke Kamer van Verenigingen               | 3300      |            |
| A.S.V. Gay | 2010                  | Actief                          | LHBTQ+ -studenten | Amsterdamse Kamer van Verenigingen Landelijke Kamer van Verenigingen                                            | 300       |            |
| AEGEE-Amsterdam | 26 maart 1986         | Actief                          | Universiteit van Amsterdam Hogeschool van Amsterdam Vrije Universiteit Amsterdam                                                                    | Amsterdamse Kamer van Verenigingen Landelijke Kamer van Verenigingen AEGEE-Europe                               | 460       |            |
| SIB | 1947                  | Actief                          | Studenten van Vrije Universiteit Amsterdam, Universiteit van Amsterdam en Hogeschool van Amsterdam met affiniteit voor internationale betrekkingen. | Amsterdamse Kamer van Verenigingen Landelijke Kamer van Verenigingen                                            | 210       |            |
| S.A. Comitas | 15 november 2002      | Actief                          | Hotelschool The Hague campus Amsterdam | |           |            |
| SV Cyclades | 1961                  | Actief                          | | (Zusterlijke Eenheid uit Saamhorigheid)                                                                         | 150       |            |
| O.D.D. Selène | 17 augustus 2016      | Actief                          | Universitaire en H.B.O.-studentes | | 50        |            |
| D.E.R.M. | 9 januari 1998        | Actief                          | Universitaire, H.B.O. en M.B.O.-studenten | | 596       |            |
| L.A.N.X. | 4 oktober 1880        | Actief                          | Vrije Universiteit Amsterdam | Aller Heiligen Convent Amsterdamse Kamer van Verenigingen Landelijke Kamer van Verenigingen                     | 900       |            |
| Leeuwenburg |                       |                                 | Hogeschool van Amsterdam | |           |            |
| SV Liber | 1962                  | Actief                          | Vrije Universiteit Amsterdam Universiteit van Amsterdam Hogeschool van Amsterdam                                                                    | Zusterlijke Eenheid uit Saamhorigheid                                                                           | 105       |            |
| S.V.A.A. NoNoMes | 18 april 1988         | Actief                          | Universiteit van Amsterdam Vrije Universiteit Amsterdam HBO                                                                                         | Amsterdamse Kamer van Verenigingen Landelijke Kamer van Verenigingen                                            | 300       |            |
| Particolarte | 26 mei 1989           | Actief                          | | | 70        |            |
| Pigmentum | 1971                  | Opgeheven                       | Hogeschool voor Economische Studies | |           |            |
| SSRA | 1905                  | Actief                          | | Societas Studiosorum Reformatorum Amsterdamse Kamer van Verenigingen Landelijke Kamer van Verenigingen          | 400       |            |
| Unitas Studiosorum Amstelodamensium                                                                                            | 21 februari 1911      | Actief                          | | Intercity Federatie van Unitates en Bonden Amsterdamse Kamer van Verenigingen Landelijke Kamer van Verenigingen | 500       |            |
| Am.St.E.Lo.D.A.M.E.N.S.E. | 9 december 1958       | Actief als dispuut van C.S.F.R. | Studenten van Gereformeerde Bond, Gereformeerde Gemeenten & Christelijke Gereformeerde Kerken                                                       | Civitas Studiosorum in Fundamento Reformato                                                                     | 60        |            |
| GSVA Petrus Plancius | 1969                  | Opgeheven                       | Christelijke universitaire en hbo-studenten | | 70        |            |
| E.S.V. Ichthus Amsterdam | 9 april 1965          | Actief                          | Universitaire en hbo-studenten | V.C.S. Ichthus Landelijk                                                                                        | 40        |            |
| Navigators Studentenvereniging Amsterdam                                                                                       | 1990                  | Actief                          | Universitaire en hbo-studenten | Navigators Studentenverenigingen                                                                                | 300       |            |
| Vereniging van Gereformeerde Studenten te Amsterdam (1947-1977) Vereniging van Christelijke Studenten te Amsterdam (1977-2002) | 11 november 1947      | Opgeheven                       | Vrijgemaakt-gereformeerde studenten (1947-1967) Gereformeerde studenten (1967-1977) Christelijke studenten (1977-2002)                              | Vereniging van Gereformeerde Studenten-Nederland (tot 1967) Overkoepelend Zuster Overleg Nederland              |           |            |
| Amsterdams Universiteits Koor                                                                                                  |                       | Inactief                        | Universiteit van Amsterdam | |           |            |
| Amsterdams Studenten Orkest | 2012                  | Actief                          | | Koepelorgaan Nederlandse Studentenorkesten                                                                      | 40        |            |
| CREA Orkest | 1988                  | Actief                          | Universiteit van Amsterdam Hogeschool van Amsterdam                                                                                                 | Koepelorgaan Nederlandse Studentenorkesten                                                                      | 75        |            |
| Studentenkoor Amsterdam | 1987                  | Actief                          | Universiteit van Amsterdam | | 80        |            |
| UvA-Orkest J. Pzn Sweelinck | 1878                  | Actief                          | Universiteit van Amsterdam | Koepelorgaan Nederlandse Studentenorkesten                                                                      | 80        |            |
| VU-Kamerkoor | 1968                  | Actief                          | Vrije Universiteit Amsterdam | | 30        |            |
| VU-Koor | 1955                  | Actief                          | Vrije Universiteit Amsterdam | | 55        |            |
| VU-Orkest | 1962                  | Actief                          | Vrije Universiteit Amsterdam | Koepelorgaan Nederlandse Studentenorkesten                                                                      | 90        |            |
| VU-Kamerorkest | 1991                  | Actief                          | Vrije Universiteit Amsterdam | | 35        |            |
| Amsterdams Studentenprojectkoor                                                                                                | 2015                  | Actief                          | Universiteit van Amsterdam | | 20        |            |
| Amsterdamse Studenten Bigband                                                                                                  | 2019                  | Actief                          | Universiteit van Amsterdam Hogeschool van Amsterdam                                                                                                 | Koepelorgaan Nederlandse Studentenorkesten                                                                      | 20        |            |
| A.A.S.R. Skøll | 3 november 1966       | Actief                          | | Amsterdamse Kamer van Verenigingen                                                                              | 1035      |            |
| A.C.G.F. | 1994                  | Actief als ondervereniging      | A.S.C./A.V.S.V. | A.S.C./A.V.S.V.                                                                                                 |           |            |
| A.V.S.R.V. A.M.A.Z.O.N.E.N. | 1933                  | Opgegaan in A.S.R. H.O.R.S.     | A.V.S.V. | |           |            |
| Amsterdam Lions |                       |                                 | | |           |            |
| Amsterdamse Studenten Alpen Club                                                                                               | 1927                  | Actief                          | | Nederlandse Studenten Alpen Club (Amsterdams Studenten Corps)                                                   | 450       |            |
| A.S.A.V. Aquila | 1885                  |                                 | | |           |            |
| A.S.C.V. | 2011                  | Actief als ondervereniging      | A.S.C./A.V.S.V. | A.S.C./A.V.S.V.                                                                                                 |           |            |
| ASRV Ascrum | 1 november 1962       | Actief als ondervereniging      | A.S.C./A.V.S.V. | A.S.C./A.V.S.V.                                                                                                 | 150       |            |
| A.S.T.V. Chip & Charge |                       |                                 | | |           |            |
| D.E.R.M. |                       |                                 | | |           |            |
| A.S.S.V. Esprit |                       |                                 | | |           |            |
| A.S.R. H.O.R.S. | 1911                  | Actief als ondervereniging      | A.S.C./A.V.S.V. | A.S.C./A.V.S.V. (Amsterdamsch Studenten Corps)                                                                  |           |            |
| ASR Nereus | 1885                  | Actief als ondervereniging      | A.S.C./A.V.S.V. | A.S.C./A.V.S.V.                                                                                                 | 950       |            |
| R.S.V.U. Okeanos | 1957                  | Actief                          | Vrije Universiteit Amsterdam Universiteit van Amsterdam Hogeschool van Amsterdam                                                                    | |           |            |
| A.S.Z.V. Orionis | 5 november 1985       | Actief                          | | Amsterdamse Kamer van Verenigingen                                                                              |           |            |
| BC Schrobbelaar | 1997                  | Actief                          | Universiteit van Amsterdam Hogeschool van Amsterdam                                                                                                 | | 75        |            |
| A.S.T. Shot | 1919                  | Actief als ondervereniging      | A.S.C./A.V.S.V. | A.S.C./A.V.S.V.                                                                                                 |           |            |
| A.S.S.W.S.V. SKITS | 9 mei 2003            | Actief                          | | |           |            |
| A.S.Z.V. Spons |                       |                                 | | |           |            |
| SDV AmsterDance | 4 oktober 2012        | Actief                          | | |           |            |
| Studenten Duik Vereniging Amsterdam                                                                                            |                       |                                 | | |           |            |
| SVU |                       |                                 | | |           |            |
| SKV Amsterdam | 13 juni 2002          | Actief                          | Vrije Universiteit Amsterdam Universiteit van Amsterdam Hogeschool van Amsterdam                                                                    | |           |            |
| ASVU TeniSTA |                       |                                 | | |           |            |
| S.IJ.V.A Thor |                       |                                 | | |           |            |
| United Shuttle Champions | 2006                  | Actief                          | Universiteit van Amsterdam Hogeschool van Amsterdam                                                                                                 | |           |            |
| US Badminton |                       | Actief                          | Universiteit van Amsterdam Vrije Universiteit Amsterdam                                                                                             | US sport |           |            |
| US Basketball |                       | Actief                          | Universiteit van Amsterdam Vrije Universiteit Amsterdam                                                                                             | US sport |           |            |
| US Handbal |                       | Actief                          | Universiteit van Amsterdam Vrije Universiteit Amsterdam                                                                                             | US sport |           |            |
| US Tafeltennis |                       | Actief                          | Universiteit van Amsterdam Vrije Universiteit Amsterdam                                                                                             | US sport |           |            |
| US volleybal |                       | Actief                          | Universiteit van Amsterdam Vrije Universiteit Amsterdam                                                                                             | US sport |           |            |
| UvO Amsterdam | 1997                  | Actief                          | Universiteit van Amsterdam Hogeschool van Amsterdam                                                                                                 | | 100       |            |
| JAWS |                       |                                 | | |           |            |
| BKV |                       |                                 | Hogeschool van Amsterdam - Bouwkundevereniging | |           |            |
| BSKA | 2013                  | Actief                          | Hogeschool van Amsterdam - Bestuurskunde | | 200       |            |
| DNA |                       |                                 | Hogeschool van Amsterdam - Docenten Natuurwetenschappen Amsterdam                                                                                   | |           |            |
| E.V.A. |                       |                                 | Hogeschool van Amsterdam - Excellentieprogramma | |           |            |
| Faculteitsvereniging Reinwardt Academie                                                                                        |                       |                                 | Amsterdamse Hogeschool voor de Kunsten - Cultureel Erfgoed                                                                                          | |           |            |
| Focus |                       |                                 | Hogeschool voor Economische Studies - Economische opleidingen                                                                                       | |           |            |
| ForensX |                       |                                 | Hogeschool van Amsterdam - Forensisch Onderzoek | |           |            |
| IAA Young Professionals |                       |                                 | Hogeschool voor Economische Studies - Commerciële opleidingen                                                                                       | |           |            |
| IAM Core |                       |                                 | Hogeschool van Amsterdam - Interactieve Media | |           |            |
| JuristA |                       |                                 | Hogeschool van Amsterdam - HBO-Rechten | |           |            |
| LOGOS |                       |                                 | Hogeschool van Amsterdam - Logistiek & Technische Vervoerskunde en Logistiek & Ecnomie                                                              | |           |            |
| MIMagine |                       |                                 | Hogeschool van Amsterdam - Media, Informatie & Communicatie                                                                                         | |           |            |
| A.S.V. Prosperus |                       |                                 | Hogeschool Inholland - Business, Finance & Law | |           |            |
| SEHSO Amsterdam | 2021                  | Actief                          | Hogeschool Inholland, Hogeschool van Amsterdam, Universiteit van Amsterdam en Vrije Universiteit Amsterdam - HBO-Verpleegkunde & Geneeskunde        | |           |            |
| SVAAA | 2008                  |                                 | Hogeschool van Amsterdam - Aviation Academy | | 700       |            |
| VENAE |                       |                                 | Hogeschool van Amsterdam - Gezondheid | |           |            |
| Visionair |                       |                                 | Hogeschool van Amsterdam - Technische Bedrijfskunde                                                                                                 | |           |            |
| Aureus | 1994                  | Actief                          | Vrije Universiteit Amsterdam - Faculteitsvereniging Economie en Bedrijfswetenschappen                                                               | | 4500      |            |
| Aik |                       |                                 | Vrije Universiteit Amsterdam - Natuurkunde en sterrenkunde                                                                                          | |           |            |
| Althusius |                       |                                 | Vrije Universiteit Amsterdam - Rechtsfilosofie (samen met de UvA)                                                                                   | |           |            |
| Amsterdams Chemisch Dispuut | 7 nov. 1945           | actief                          | Universiteit van Amsterdam en Vrije Universiteit Amsterdam - Scheikunde                                                                             | | 450       |            |
| Anguilla |                       |                                 | Vrije Universiteit Amsterdam - Gezondheid en Leven                                                                                                  | |           |            |
| ASAR | 2014                  | actief                          | Universiteit van Amsterdam en Vrije Universiteit Amsterdam - Arbeidsrecht                                                                           | | 350       |            |
| CICERO |                       |                                 | Vrije Universiteit Amsterdam - Pleitgezelschap | |           |            |
| CDP |                       |                                 | Vrije Universiteit Amsterdam - Criminologie en strafrechtstoepassing                                                                                | |           |            |
| Digi Juridica | 2015                  | actief                          | Vrije Universiteit Amsterdam - Intellectuele eigendom en IT-recht                                                                                   | |           |            |
| EOS | 1996                  | Actief                          | Vrije Universiteit Amsterdam - Sociale wetenschappen                                                                                                | | 2000      |            |
| EUtopia |                       |                                 | Vrije Universiteit Amsterdam - Europees Recht | |           |            |
| Favervuta |                       |                                 | Vrije Universiteit Amsterdam - Tandheelkunde | |           |            |
| Forum Romanum |                       |                                 | Vrije Universiteit Amsterdam - Romeins recht en Europese rechtsgeschiedenis                                                                         | |           |            |
| FSA |                       |                                 | Vrije Universiteit Amsterdam - Economische studies                                                                                                  | |           |            |
| FSVU |                       |                                 | Vrije Universiteit Amsterdam - Fiscaal recht | |           |            |
| GeoVUsie | 18 dec. 1980          | Actief                          | Vrije Universiteit Amsterdam - Aardwetenschappen en Aarde en economie                                                                               | | 700       |            |
| Gyrinus natans | 22 okt. 1953          | Actief                          | Vrije Universiteit Amsterdam - Levenswetenschappen                                                                                                  | | 1000      |            |
| Icarus |                       |                                 | Vrije Universiteit Amsterdam - Wijsbegeerte, Theologie en Religie & Levensbeschouwing                                                               | |           |            |
| KalioPPE |                       | Actief                          | Vrije Universiteit Amsterdam - Philosophy, Politics and Economics                                                                                   | |           |            |
| Kitsch |                       |                                 | Vrije Universiteit Amsterdam - Kunstgeschiedenis | |           |            |
| Kraket | 14 juli 1972          | Actief                          | Vrije Universiteit Amsterdam - Econometrie | Landelijk Orgaan der Econometrische Studieverenigingen (LOES)                                                   | 500       |            |
| Koinon |                       | Gefuseerd                       | Vrije Universiteit Amsterdam - Oudheidkunde en Griekse en Latijnse Taal en Cultuur                                                                  | |           |            |
| Marketing Associatie Amsterdam                                                                                                 |                       |                                 | Vrije Universiteit Amsterdam - Marketing Associatie Amsterdam                                                                                       | |           |            |
| Mens | 15 juli 2001          | Actief                          | Vrije Universiteit Amsterdam - Medische natuurwetenschappen                                                                                         | 500 |           |            |
| Merlijn |                       |                                 | Vrije Universiteit Amsterdam - Geschiedenis | |           |            |
| Medische Faculteitsvereniging VUmc                                                                                             | 8 okt. 1951           | Actief                          | Vrije Universiteit Amsterdam - Geneeskunde | | 2500      |            |
| Paragone |                       |                                 | Vrije Universiteit Amsterdam - Algemene Cultuurwetenschappen: Woord en Beeld                                                                        | |           |            |
| QBDBD | 14 nov. 1891          |                                 | Vrije Universiteit Amsterdam - Rechten | Landelijk Overleg der Juridische Faculteitsverenigingen (LOJFV)                                                 |           |            |
| SABA |                       | Actief                          | Vrije Universiteit Amsterdam - Business Analytics                                                                                                   | |           |            |
| Salus |                       |                                 | Vrije Universiteit Amsterdam - Gezondheidswetenschappen                                                                                             | |           |            |
| SEHSO Amsterdam | 2021                  | Actief                          | Vrije Universiteit Amsterdam, Universiteit van Amsterdam, Hogeschool van Amsterdam en Hogeschool Inholland - Geneeskunde en HBO-Verpleegkunde       | |           |            |
| SPS NIP |                       |                                 | Vrije Universiteit Amsterdam - Psychologie | |           |            |
| STORM |                       | Actief                          | Vrije Universiteit Amsterdam - Wiskunde, Computer Science, Lifestyle Informatics, Informatie Multimedia en Management                               | WISO | 500 - 600 |            |
| Subliem |                       |                                 | Vrije Universiteit Amsterdam - Science, Business and Innovation                                                                                     | |           |            |
| Underground |                       | Gefuseerd                       | Vrije Universiteit Amsterdam - Archeologie | |           |            |
| VCSVU | 1 okt. 1964           | Actief                          | Vrije Universiteit Amsterdam - Farmaceutische wetenschappen                                                                                         | |           |            |
| VIB |                       |                                 | Vrije Universiteit Amsterdam - Bewegingswetenschappen                                                                                               | |           |            |
| VSPVU |                       |                                 | Vrije Universiteit Amsterdam - Psychologie en pedagodiek                                                                                            | |           |            |
| V.I.V.A. | 21 feb. 1967          |                                 | Vrije Universiteit Amsterdam - Notarieel recht | Broederschap der Notariële Studenten                                                                            |           |            |
| VIOR |                       |                                 | Vrije Universiteit Amsterdam - Bedrijfsrecht | |           |            |
| Wilde |                       |                                 | Vrije Universiteit Amsterdam - Moderne Talen & Culturen en CIW                                                                                      | |           |            |
| Amsterdams Chemisch Dispuut |                       |                                 | Universiteit van Amsterdam - Scheikunde (Joint Degree met VU)                                                                                       | | 450       |            |
| Aerius |                       |                                 | Universiteit van Amsterdam - Aviation | |           |            |
| Akrites |                       |                                 | Universiteit van Amsterdam - Nieuwgriekse Taal en Cultuur                                                                                           | |           |            |
| ALPHA |                       |                                 | Universiteit van Amsterdam - Faculteitsvereniging Geesteswetenschappen                                                                              | |           |            |
| Althusius |                       |                                 | Universiteit van Amsterdam - Rechtsfilosofie (samen met de VU)                                                                                      | |           |            |
| AmFiBi |                       |                                 | Universiteit van Amsterdam - Wijsbegeerte | |           |            |
| ARS Notoria |                       |                                 | Universiteit van Amsterdam - Religiestudies | |           |            |
| Asafier |                       |                                 | Universiteit van Amsterdam - Arabische Taal en Cultuur                                                                                              | |           |            |
| CASA |                       |                                 | Universiteit van Amsterdam - Culturele Antropologie                                                                                                 | |           |            |
| Cercle d'Amis |                       |                                 | Universiteit van Amsterdam - Franse Taal en Cultuur                                                                                                 | |           |            |
| Comenius |                       |                                 | Universiteit van Amsterdam - Pedagogiek en Onderwijskunde                                                                                           | |           |            |
| Congo | 3 apr. 1919           | Actief                          | Universiteit van Amsterdam - Biologie, Biomedische Wetenschappen en Psychobiologie                                                                  | | 2000      |            |
| Convivio |                       |                                 | Universiteit van Amsterdam - Italiaanse Taal en Cultuur                                                                                             | |           |            |
| Etc. |                       |                                 | Universiteit van Amsterdam - Engelse Taal en Cultuur                                                                                                | |           |            |
| ELSA Amsterdam |                       |                                 | Universiteit van Amsterdam - Rechten | |           |            |
| Fabula Rasa |                       |                                 | Universiteit van Amsterdam - Literatuurwetenschap                                                                                                   | |           |            |
| Farang |                       |                                 | Universiteit van Amsterdam - Azië studies | |           |            |
| Favervuta |                       |                                 | Universiteit van Amsterdam - Tandheelkunde | |           |            |
| FSA |                       |                                 | Universiteit van Amsterdam - Economische studies | |           |            |
| GAOS |                       |                                 | Universiteit van Amsterdam - Aardwetenschappen | |           |            |
| G.R.O.T.I.U.S. |                       |                                 | Universiteit van Amsterdam - Rechten | |           |            |
| Helios |                       |                                 | Universiteit van Amsterdam - Nederlandse taal en cultuur                                                                                            | |           |            |
| Juridische Faculteitsvereniging Amsterdam                                                                                      |                       |                                 | Universiteit van Amsterdam - Rechten | Landelijk Overleg der Juridische Faculteitsverenigingen (LOJFV)                                                 |           |            |
| Kanvas |                       |                                 | Universiteit van Amsterdam - Kunstgeschiedenis | |           |            |
| Kleio | 1929                  | Actief                          | Universiteit van Amsterdam - Geschiedenis en Kunstgeschiedenis                                                                                      | | 900       |            |
| C.C.A.c.N.P Laverna | 1993                  | Actief                          | Universiteit van Amsterdam - Griekse en Latijnse Taal en Cultuur                                                                                    | |           |            |
| Los Guiris |                       |                                 | Universiteit van Amsterdam - Spaanse Taal en Cultuur                                                                                                | |           |            |
| Marketing Associatie Amsterdam                                                                                                 |                       |                                 | Universiteit van Amsterdam - Marketing Associatie Amsterdam                                                                                         | |           |            |
| Machiavelli | 1964                  | Actief                          | Universiteit van Amsterdam - Politicologie | | 1800      |            |
| Maecenas |                       |                                 | Universiteit van Amsterdam - Algemene Cultuurwetenschappen                                                                                          | |           |            |
| Marketing Associatie Amsterdam                                                                                                 |                       |                                 | Universiteit van Amsterdam - Marketing | |           |            |
| Mercurius | 1988                  | Actief                          | Universiteit van Amsterdam - Communicatiewetenschap                                                                                                 | | 700       |            |
| MFAS |                       |                                 | Universiteit van Amsterdam - Geneeskunde | |           |            |
| MIKpunt |                       |                                 | Universiteit van Amsterdam - Medische Informatiekunde                                                                                               | |           |            |
| M.P. Vrij |                       |                                 | Universiteit van Amsterdam - Strafrechtelijke Studievereniging                                                                                      | |           |            |
| NSA |                       |                                 | Universiteit van Amsterdam - Natuur-, sterren- en wiskunde                                                                                          | |           |            |
| Nieuwe Doelen |                       |                                 | Universiteit van Amsterdam - Theaterwetenschap | |           |            |
| Nordom |                       |                                 | Universiteit van Amsterdam - Scandinavistiek | |           |            |
| Off-Screen |                       |                                 | Universiteit van Amsterdam - Mediastudies | |           |            |
| Pegasus |                       |                                 | Universiteit van Amsterdam - Algemene Sociale Wetenschappen (voorheen Gedrag en Samenleving)                                                        | |           |            |
| Porta Adriani |                       |                                 | Universiteit van Amsterdam - Fiscaal Recht en Fiscale Economie                                                                                      | |           |            |
| Radost |                       |                                 | Universiteit van Amsterdam - Slavistiek, Roemeens en Oost-Europese studies                                                                          | |           |            |
| Ragtime |                       |                                 | Universiteit van Amsterdam - Muziekwetenschap | |           |            |
| Rolandinus Passeggeri | 1 nov. 1940           | Actief                          | Universiteit van Amsterdam - Notarieel Recht | | 75        |            |
| Sarphati |                       |                                 | Universiteit van Amsterdam - Sociale Geografie en Planologie                                                                                        | |           |            |
| Sechel |                       |                                 | Universiteit van Amsterdam - Hebreeuwse Taal en Cultuur                                                                                             | |           |            |
| Sefa | 1922                  | Actief                          | Universiteit van Amsterdam - Economie en Bedrijfskunde                                                                                              | | 4500      |            |
| SFEER (Studievereniging Fiscale Economie En Recht)                                                                             | 23 apr. 2015          | Actief                          | Universiteit van Amsterdam - Fiscale Economie en Fiscaal Recht                                                                                      | | 450       |            |
| Sociologisch EpiCentrum |                       |                                 | Universiteit van Amsterdam - Sociologie | |           |            |
| SES |                       |                                 | Universiteit van Amsterdam - Europese Studies | |           |            |
| Sowieso |                       |                                 | Universiteit van Amsterdam - Duitse Taal & Cultuur                                                                                                  | |           |            |
| Spectrum | 1996                  | Actief                          | Universiteit van Amsterdam - Bèta-gamma en Future Planet Studies                                                                                    | | 700       |            |
| Synkratos | 2014                  | Actief                          | Universiteit van Amsterdam en Vrije Universiteit Amsterdam - Archeologie en Oudheidwetenschappen                                                    | |           |            |
| Trilithon |                       | Gefuseerd                       | Universiteit van Amsterdam - Archeologie en Prehistorie                                                                                             | |           |            |
| VASA |                       |                                 | Universiteit van Amsterdam - Amerikanistiek | |           |            |
| via | 2001                  | Actief                          | Universiteit van Amsterdam - Informatiewetenschappen                                                                                                | WISO | 1800      |            |
| VOS |                       |                                 | Universiteit van Amsterdam - Taalwetenschap en Nederlandse Gebarentaal                                                                              | |           |            |
| VSAE |                       |                                 | Universiteit van Amsterdam - Actuariaat en Econometrie & Operationele Research                                                                      | |           |            |
| VSPA | 14 mei 1941           | Actief                          | Universiteit van Amsterdam - Psychologie | | 2500      |            |
| VSPVU Vereniging Studenten Psychologie en Pedagogiek aan de Vrije Universiteit te Amsterdam                                    | 1947                  | Actief                          | Vrije Universiteit van Amsterdam - Psychologie en Pedagogiek                                                                                        | | 2500      |            |
| VIAE |                       |                                 | Universiteit van Amsterdam - Internationale Economie                                                                                                | |           |            |
| Wees |                       |                                 | Universiteit van Amsterdam - Wetenschapsdynamica | |           |            |